# Голијат (ТВ серија)
Голијат (енгл. Goliath), америчка је судска драма. До сада су продуциране три сезоне а најављена је и четврта и коначна сезона.

## Премиса
Голијат прати живот и посао адвоката Билија (Били Боб Торнтон) који се након оштрог разлаза са пословним партнером више не бави активно адвокатуром, свакодневно пије и важи за aутсајдера.
Сплетом околности он заједно са неколико сарадница прихвата случајеве које други адвокати одбијају а који укључују обесправљене или угњетаване појединце, суочене са системом који фаворизује имућне и утицајне корпорације и људе.

## Награде и номинације
- Награда Златни глобус (2017.) - Златни глобус за најбољег главног глумца у ТВ серији (драма) - Били Боб Торнтон